# Katharinenstraße (Leipzig)
Die Katharinenstraße in Leipzig ist eine Anliegerstraße in der nördlichen Innenstadt von Leipzig. Sie verläuft in nordsüdlicher Richtung leicht geschwungen zwischen Markt und Brühl. Ihre Länge beträgt 199 Meter. Der Name geht auf eine ehemalige Kapelle am nördlichen Straßenende zurück. Der Point de vue nach Süden ist der Turm des Alten Rathauses.

## Geschichte
Die Katharinenstraße entstand vermutlich im 11. Jahrhundert und diente unter anderem dem Anschluss des Marktes an die durch den Brühl verlaufende Via regia. Rechtsseitig der Einmündung in den Brühl wurde 1233 die Katharinenkapelle geweiht, die nach der Reformation 1546 wieder abgebrochen wurde. Die Katharinenstraße behielt ihren Namen weiterhin, mitunter abgewandelt zu Catherstraße. An der Stelle der Kapelle entstand ein prachtvolles Wohn- und Geschäftshaus, in dem der Bürgermeister Hieronymus Lotter (1497–1580) wohnte.

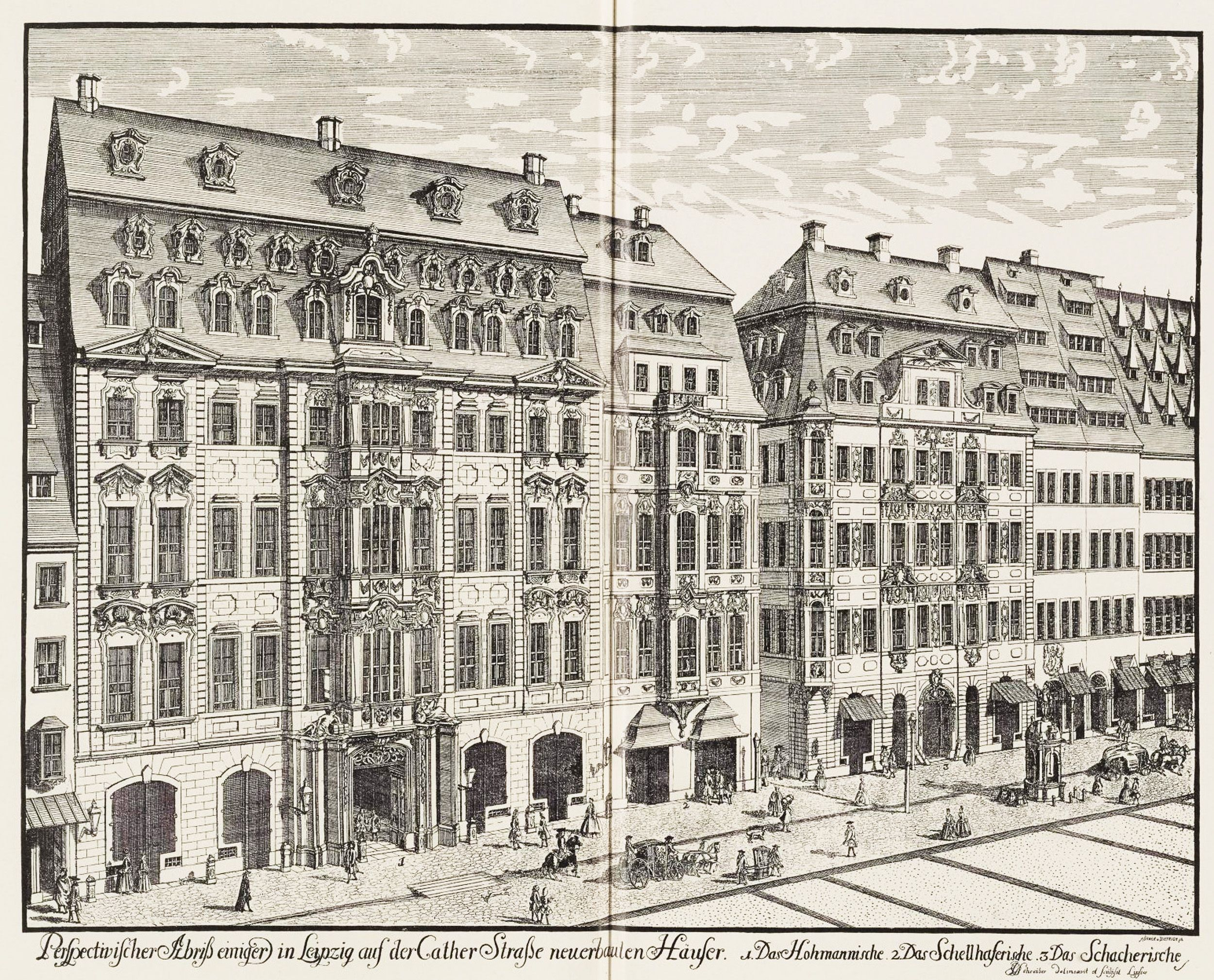
Hohmanns, Schellhafers und Schachers Haus an der Ostseite der Katharinenstraße (um 1720)

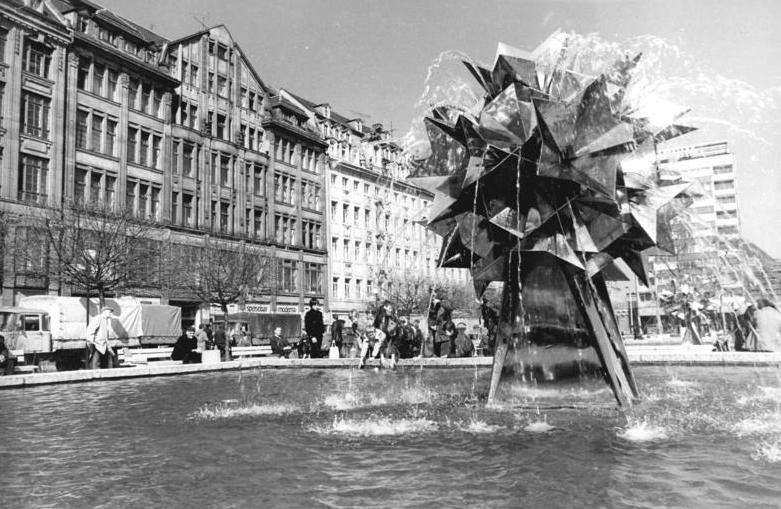
Springbrunnen am Sachsenplatz (1979)

Ab dem Beginn des 18. Jahrhunderts entstanden durch Neu- oder Umbau eine Reihe prunkvoller Bürgerhäuser im Stile des Barock, sodass die Katharinenstraße als die prächtigste Straße Leipzigs galt. Es entstanden Oertels Haus, das Fregehaus, das Romanushaus und das Griechenhaus, die Häuser  von Gottlieb Benedict Zemisch (1716–1789), Peter Hohmann (1663–1732), Jobst Heinrich Hansen (1697–1758) und den Familien Schacher und Schellhafer.
In der Katharinenstraße gab es mehrere Kaffeehäuser. Eines davon war das Zimmermannsche in Schellhafers Haus. Hier konzertierte ab 1723 das Leipziger studentische Collegium Musicum, das Georg Philipp Telemann (1681–1767) als Student 1702 gegründet hatte. Von 1729 bis 1739 leitete Johann Sebastian Bach (1685–1750) das Collegium Musicum. Die Veranstaltungen gelten als Vorläufer der Gewandhauskonzerte.
Von 1896 bis 1936 verkehrte eine Straßenbahnlinie in Südrichtung eingleisig durch die Katharinenstraße. Die danach verbliebenen Gleise dienten noch bis 1951 für Umleitungen oder für den Messeverkehr.
Im Zweiten Weltkrieg wurde die Ostseite der Katharinenstraße bei den Luftangriffen total zerstört, während die Westseite größtenteils erhalten blieb. Nach Beräumung der Trümmer lag die Ostseite mit weiterem Gelände lange Zeit brach. In ihrem Südteil entstand von 1961 bis 1964 ein sechsgeschossiger Wohnblock mit öffentlichem Innenhof, dessen Westseite die Hausnummern Katharinenstraße 2 und 4 trägt. Dies ist auf einem Briefmarkenblock von 1965 dargestellt. Der nördliche Teil wurde dem 1969 entstandenen Sachsenplatz zugeschlagen. Dieser verschwand 1999 durch den Bau des Museums der bildenden Künste.

## Bebauung
Auf der Westseite der Straße sind die erhaltenen Barockbauten (Nr. 3, 11, 21, 23) sowie Kretschmanns Hof (Nr. 17) und der Neorenaissance-Bau von 1896 (Nr. 13) umfassend saniert, für das Hansen-Haus (Nr. 19) steht die Sanierung noch aus (Stand: März 2024). Durch Kretschmanns Hof und die Nr. 13 führen Durchgänge zur Hainstraße zu den Häusern Blauer und Goldener Stern beziehungsweise Großer Joachimsthal. Durch Neubauten wurden ersetzt die Alte Waage (Nr. 1) und die ebenfalls im Krieg zerstörten Häuser Nr. 5–9.
Auf der Ostseite konnte nach Auflassung des Sachsenplatzes das nördlich des Neubaublockes von 1964 mit der Pinguin-Milchbar verlaufende historische Böttchergäßchen wiederhergestellt werden. Das Museum der bildenden Künste bildet zusammen vier winkelförmigen Neubauten das Museumsquartier Leipzig (seit 2017 komplett fertig gestellt). Von den Neubauten stehen zwei mit ihren Längsseiten an der Katharinenstraße. Zwischen diesen führt der Zugang zum Museum, an dessen Verlauf von 2015 bis 2021 die Beethovenstatue von Markus Lüpertz (* 1941) stand. Der südliche der beiden Neubauten, das 2010 fertiggestellte Katharinum, beherbergt unter anderem die Tourist-Information, der nördliche, das bis zum Brühl reichende Bernstein Carré von 2016/2017, ist gleichfalls ein Wohn- und Geschäftshaus. Damit ist auch die Ostseite der Katharinenstraße wieder durchgehend bebaut.

Bauten an der Katharinenstraße
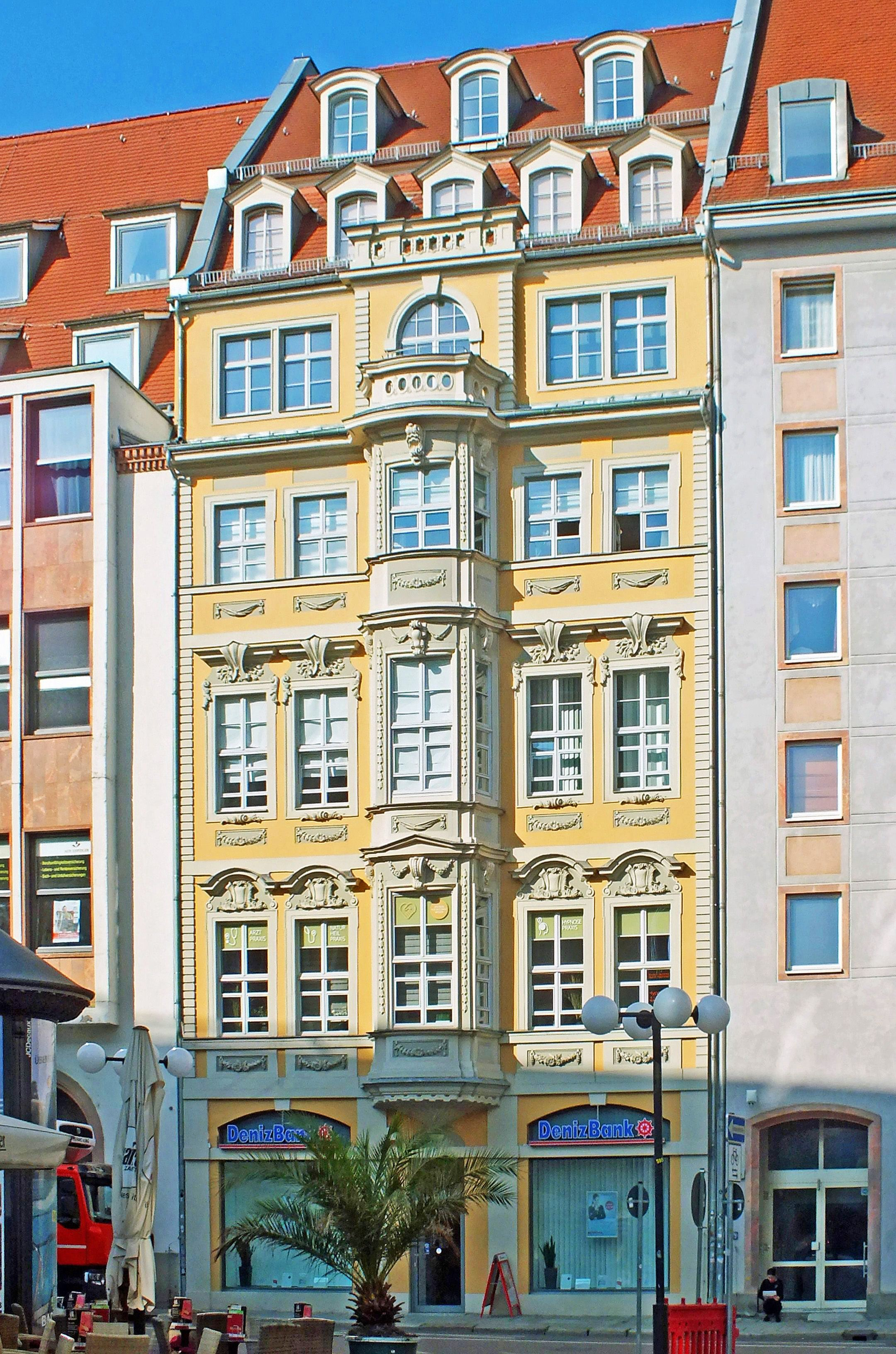
Oertels Haus, Nr. 3 (2017)
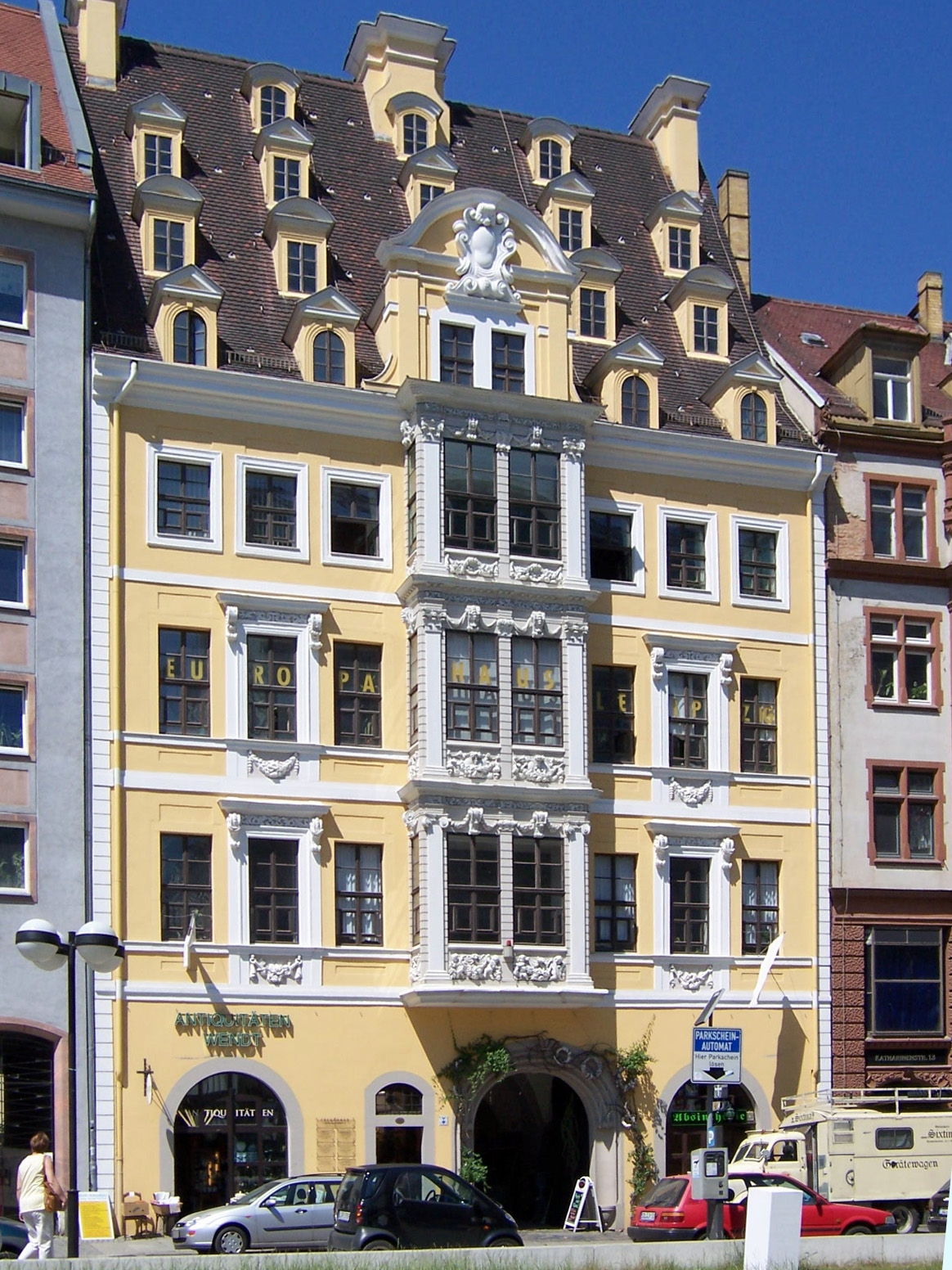
Fregehaus, Nr. 11 (2006)
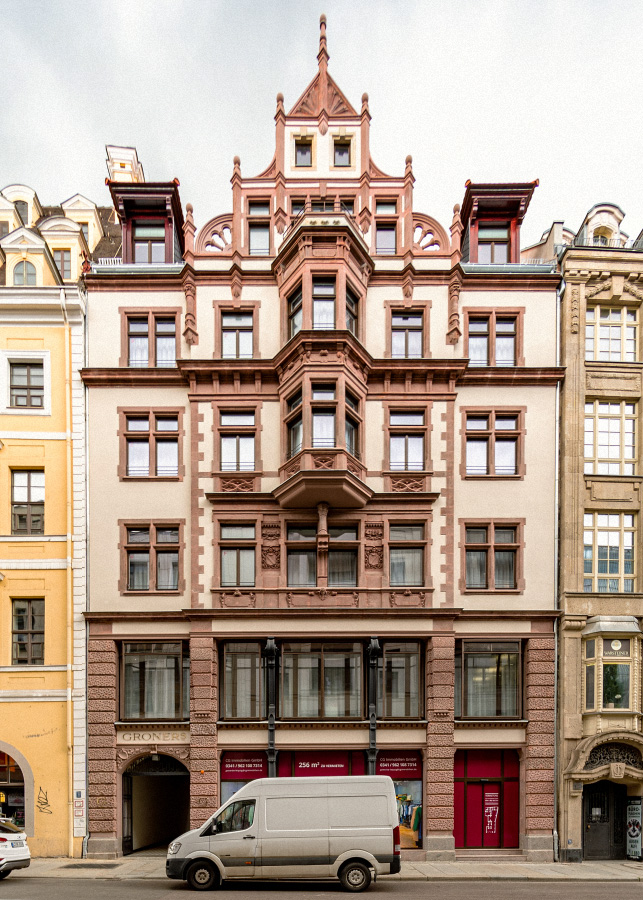
Nr. 13 (2020)
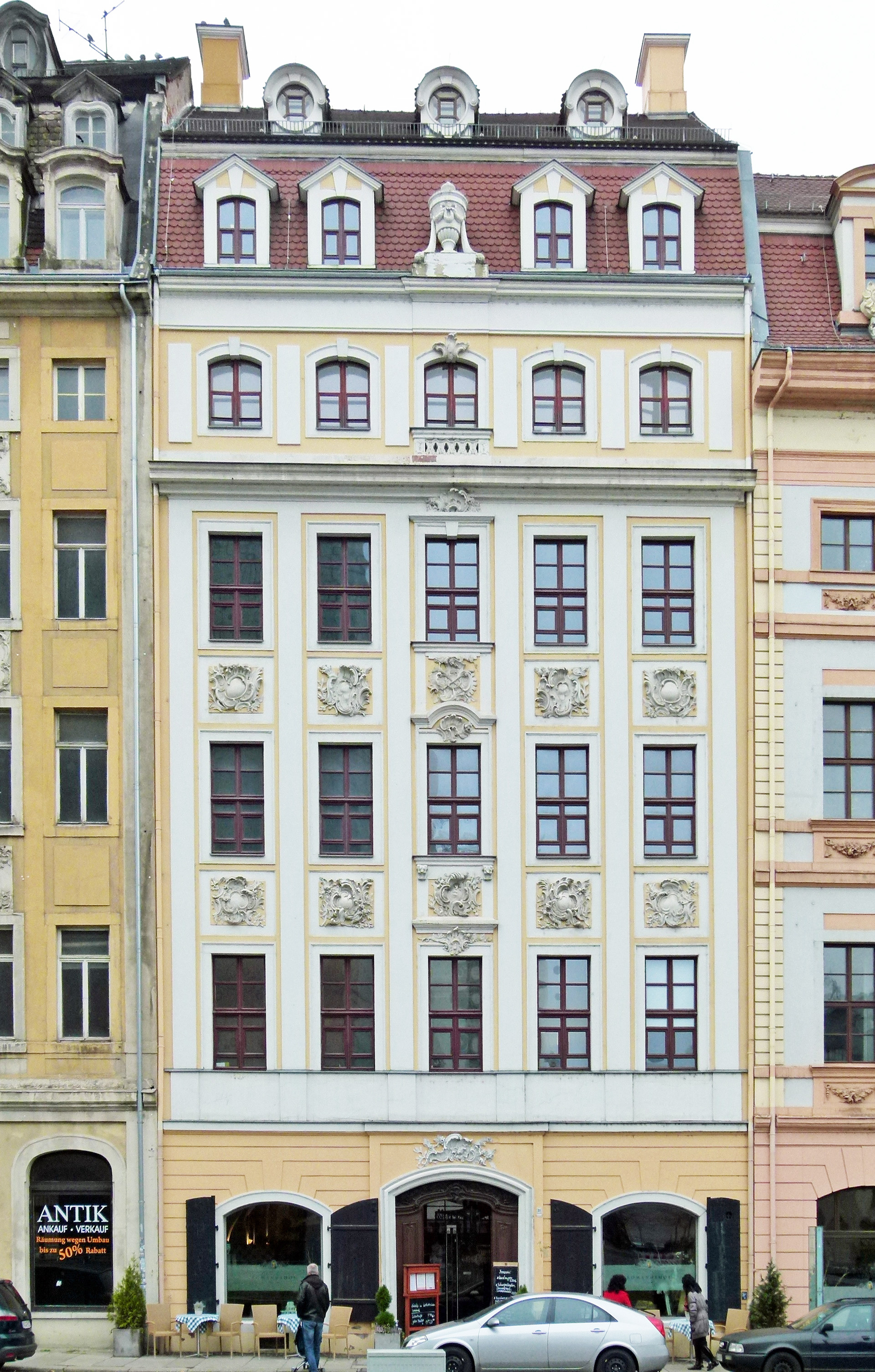
Zemischs Haus, Nr. 21 (2012)
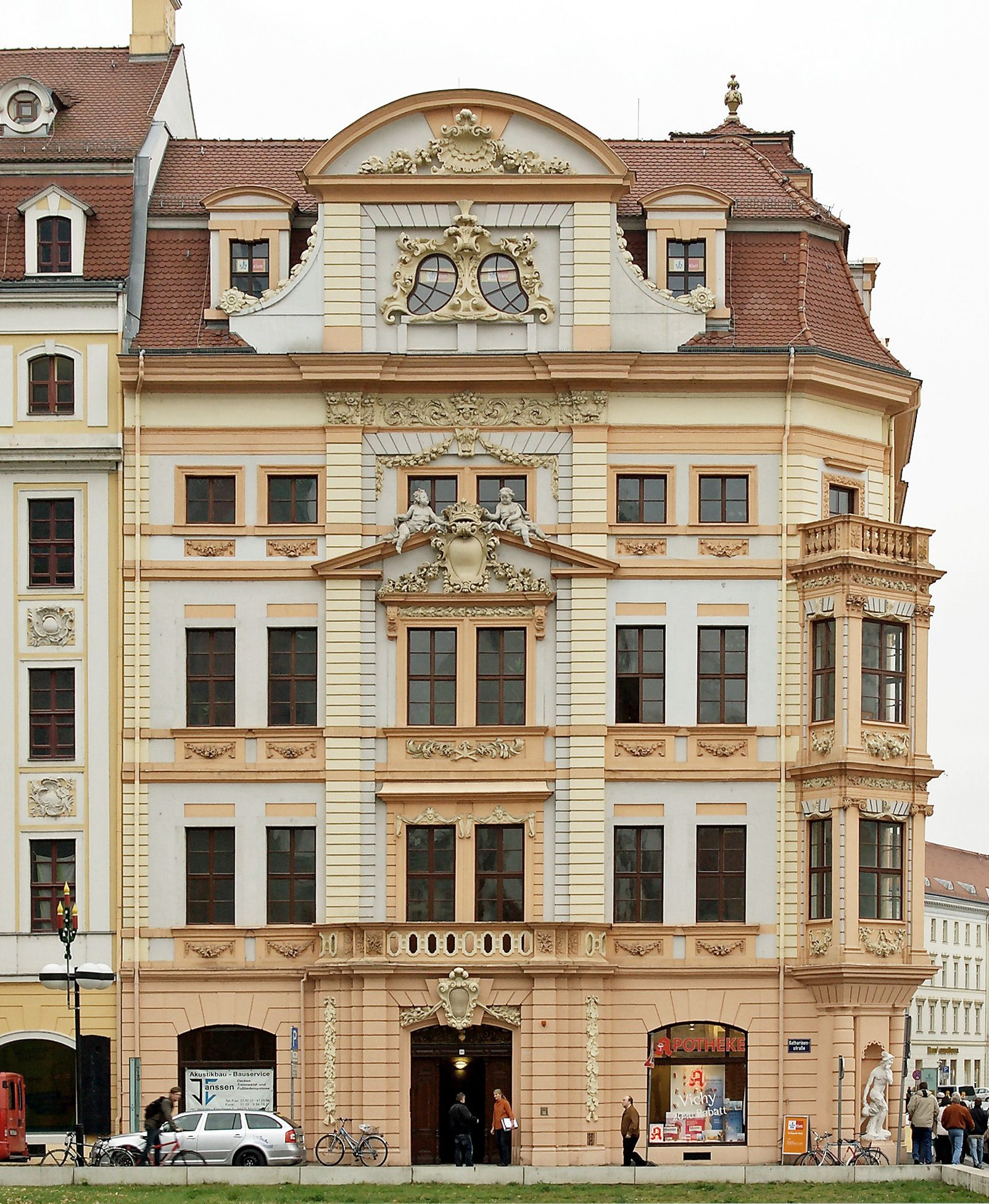
Romanushaus, Nr. 23 (2009)
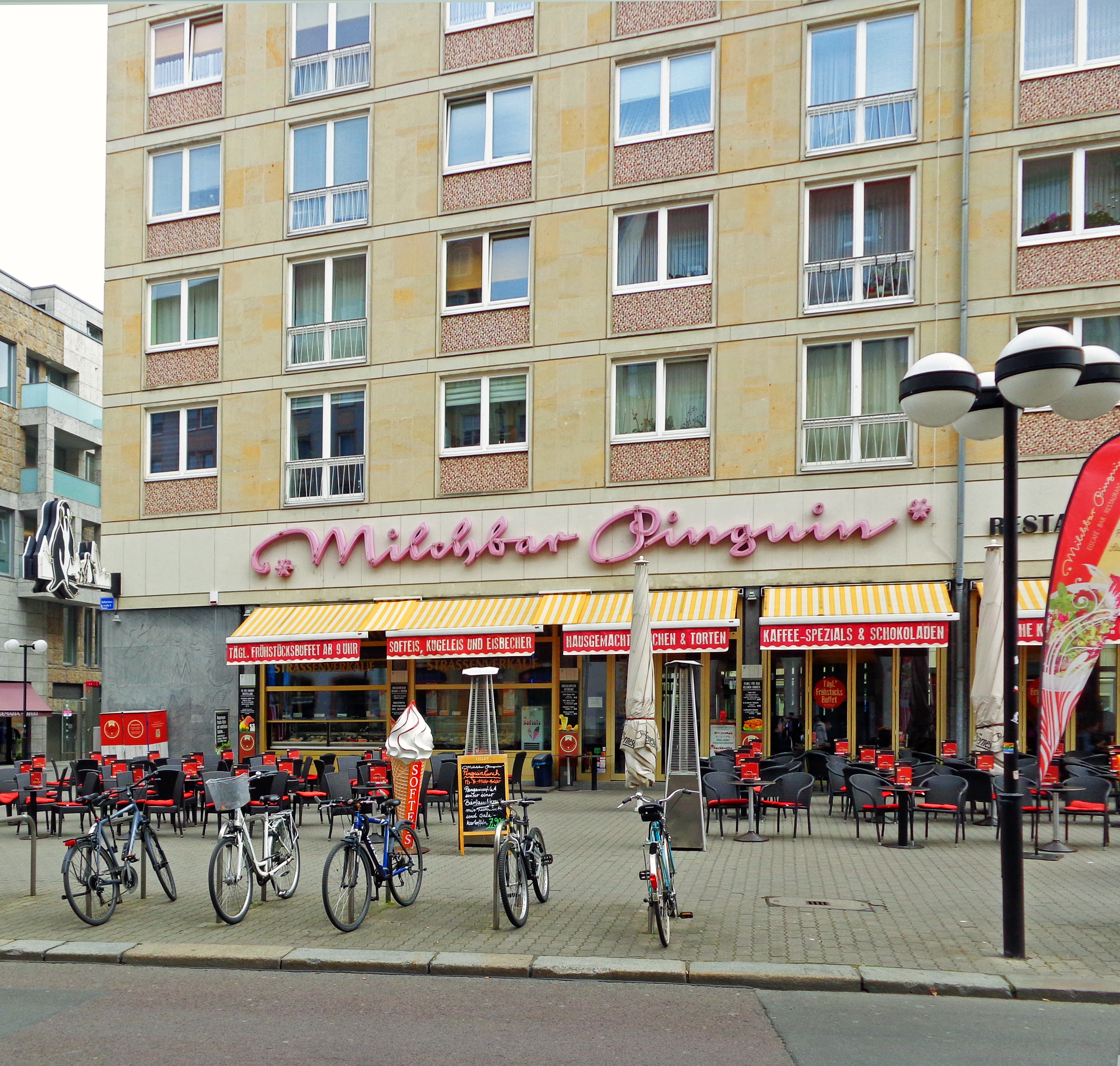
Milchbar Pinguin (2016)
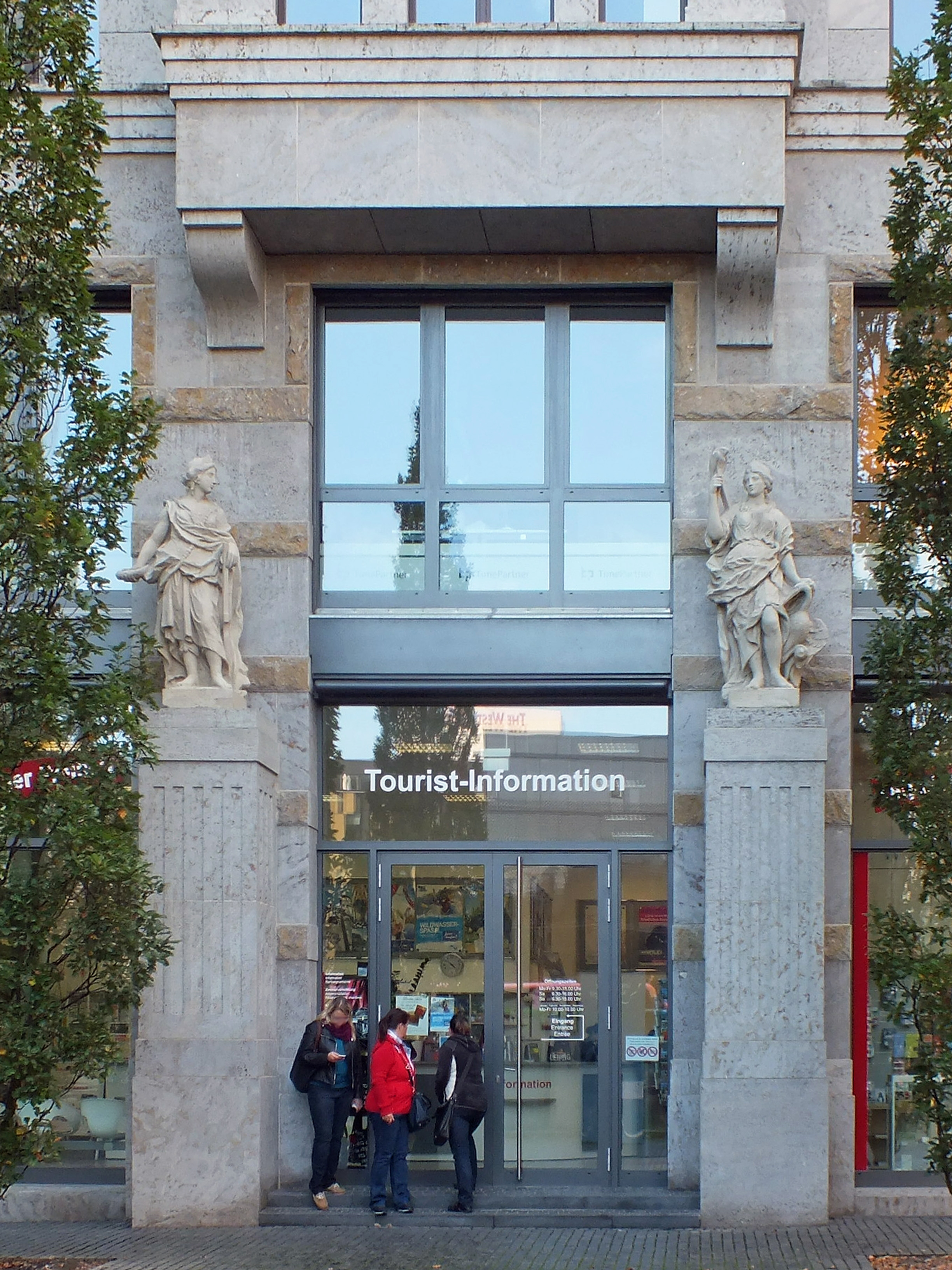
Tourist-Information im Katharinum (2014)